# 256795 Suzyzahn
256795 Suzyzahn este un asteroid din centura principală de asteroizi.

## Descriere
256795 Suzyzahn este un asteroid din centura principală de asteroizi. A fost descoperit pe 7 februarie 2008 la Saint-Sulpice de Bernard Christophe. Asteroidul prezintă o orbită caracterizată de o semiaxă mare de 2,79 ua, o excentricitate de 0,09 și o înclinație de 0,4° în raport cu ecliptica.